# Liarea bicarinata
Liarea bicarinata är en snäckart som först beskrevs av Suter 1907.  Liarea bicarinata ingår i släktet Liarea och familjen Pupinidae. Inga underarter finns listade i Catalogue of Life.